# Roipnol Witch
Roipnol Witch è un gruppo musicale italiano formatosi nel 2002.

## Storia
Il gruppo nasce un'idea delle sorelle Giulia Guandalini e Martina Guandalini. La formazione originale era composta da : Giulia Guandalini, Martina Guandalini, Giorgio Vezzani (batteria) e Tamara(lead guitar). Dopo diverse vicissitudini si unisce dapprima Francesca Bedogni ed in seguito il batterista Massimiliano Coluccini che troviamo negli album dal 2014 al 2016. Il suono di questa band prende spunto dal punk-rock. Dal 2002 hanno suonato in tutta Italia, pubblicando 3 album e 2 EP. L'album Once upon a time ha raggiunto la posizione numero 20 nelle vendite di iTunes.

## Discografia

### Album in studio
- 2004: Makes me sick
- 2011: Once upon a time
- 2016: Starlight

### EP
- 2010: Far Far Away
- 2014: Non è un paese per artisti

## Formazione
- Giuly Wich (Giulia Guandalini): voce, chitarra
- Lady Marty (Martina Guandalini): voce, basso
- Queen Francy (Francesca Bedogni): chitarra
- MAssy (Massimiliano Colucchi): batteria